# Aristogeitonia magnistipula
Aristogeitonia magnistipula là một loài thực vật có hoa trong họ Picrodendraceae. Loài này được Radcl.-Sm. mô tả khoa học đầu tiên năm 1996.